# Kongregation (Königreich Lombardo-Venetien)
Die Kongregationen waren im Königreich Lombardo-Venetien die Vertretungskörperschaften auf Provinzial- und Landesebene. Ihre zunächst sehr begrenzten Kompetenzen wurden im Zeitablauf immer weiter ausgedehnt. Eine Umbildung zu gesetzgebenden Körperschaften, also zu Landtagen wie in den Kronländern, kam es jedoch nicht.

## Entstehung
Das Kaisertum Österreich hatte 1814 auf dem Wiener Kongress das Königreich Italien zurück erhalten und als Königreich Lombardo-Venetien organisiert. Der Verwaltungsbeamte Carl Kübeck erhielt den Auftrag eine Provinzialverfassung zu erarbeiten. Hierbei wurde die französische Verwaltungsorganisation mit Gemeinde, Distrikt und Provinz grundsätzlich übernommen. Bezüglich der Vertretungskörperschaften sollte einerseits an die Tradition im Herzogtum Mailand als auch an die deutsche Tradition der Landstände angeknüpft werden. Im Herzogtum Mailand bestand eine congregazione dello strato als beratende Vertretungskörperschaft. Daran anknüpfend sollte eine congregazione centrale als ständische Vertretung eingerichtet werden. Mit allerhöchster Entschließung vom 22. Februar 1815 wurden zwei Zentralkongregationen und Provinzialkongregationen eingerichtet. Dieser Regelung wurde mit § 12 des allerhöchsten Patentes vom 7. April 1815 über die Einrichtung des Königreiches Lombardo-Venetiens konkretisiert.

## Bildung der Zentralkongregationen und Provinzialkongregationen
Es bestand je eine Zentralkongregation (congregazione centrale) für Venetien und für die Lombardei und auf Ebene der Provinzen wurden Provinzialkongregationen (congregazione provinziale) eingerichtet. Die Lombardische Zentralkongregation bestand aus je einem adligen und einem nichtadligen Vertreter jeder der 9 Provinzen und je einem Abgeordneten der 10 (ab 1839: 11) königlichen Städten (acht Provinzialhauptstädte sowie Crema und Casalmaggiore, ab 1839 noch Sondrio), zusammen also 28 bzw. 29 Männer. Gleichartig war die Venetianische Zentralkongregation aufgebaut: Je zwei Vertreter der acht Provinzen und je einen Vertreter der 9 königlichen Städte (die Provinzialhauptstädte und Bassano). Vorsitzender der Zentralkongregationen war der jeweiligen Gouverneur bzw. Statthalter.
Diese Abgeordneten wurden in einer Mischform von Wahl und Ernennung bestimmt. Wahlberechtigt waren zunächst Besitzer eines Gutes (in der Stadt eines Gewerbes) mit einem Mindeststeuerbetrags von 4000 Scudi, ein Mindestalter von 30 Jahren und Unbescholtenheit. Während die adligen Vertreter definitionsgemäß adlig sein mussten, konnten für die Plätze der Nichtadlige sowohl Nichtadlige als auch Adlige kandidieren. Dies in Kombination mit dem Zensuswahlrecht führte dazu, dass auch die Plätze der Nichtadligen vielfach von Adligen eingenommen wurden.
Die Provinzialkongregationen bestanden aus zwei bis vier adligen bzw. nichtadligen Mitgliedern sowie einem Vertreter der jeweiligen königlichen Stadt, also zwischen fünf und neun Mitglieder. Der Zensus betrug hier 2000 Scudi. Vorsitzender war der Provinzdelegat.
Die Wahl erfolgte dahingehend, dass die Städte und Gemeinden Kandidaten wählten, aus denen die Zentral- bzw. Provinzialkongregation Dreiervorschläge bildeten. Aus diesen bestimmte der Kaiser jeweils einen als Abgeordneten. Typischerweise wurde der Erstgereihte ernannt, dies war aber nicht zwingend.
Die Mitglieder wurden auf sechs Jahre gewählt. Alle drei Jahre schied die Hälfte der Abgeordneten aus und diese wurden neu gewählt. Wiederwahl war zulässig. Die Deputierten in der Zentralkongregation erhielten Diäten von 2000 Gulden pro Jahr, die Arbeit in den Provinzialkongregationen war ehrenamtlich.

## Kompetenzen der Zentralkongregationen und Provinzialkongregationen im Vormärz
Die Kongregationen waren Beratungs- und keine Entscheidungsgremien.
Die Zentralkongregationen verfügten über die Oberaufsicht über die Erhebung und Verteilung der Steuern und wirkten bei den Haushalten der Städte und Gemeinden mit. Sie wirkten beim Grundsteuerkataster, bei der Verteilung der Militärlasten, bei Bau und Erhaltung der Dämme und Straßen und den Einrichtungen der öffentlichen Wohltätigkeit mit. Sie hatten das Petitionsrecht an den Kaiser.
Die Provinzialkongregationen waren für die Durchführung und die Aufsicht über die genannten Punkte (außer dem Militär) in ihrer Provinz zuständig. Gemeinsam mit dem Delegaten konnten sie auch Anweisungen an die Verwaltung richten.
Mit diesen (recht vage formulierten) Kompetenzen, hatten die Kongregationen mehr Kompetenzen als die vormärzlichen Landstände.

## Nach der Märzrevolution
In Venedig wurde während der Märzrevolution am 23. März 1848 die Repubblica di San Marco ausgerufen. Mit Dekret der revolutionären Regierung vom 31. März wurde die Venetianische Zentralkongregation aufgehoben. Auch in Mailand kam es zu dem Fünf-Tage-Aufstand. In der Folge waren die Zentralkongregation de facto bis 1855 nicht tätig. Die Österreicher eroberten die Lombardei im Laufe des Jahres 1848 und Venezien bis zum 23. August 1849 zurückerobert. Mit gemeinsamer Proklamation des bevollmächtigen Kommissärs für die Zivilverwaltung Montecuccoli und dem militärischen Befehlshaber Radetzky wurde am 26. Juli 1848 angeordnet, die Provinzialkongregationen sollten ihre Arbeit wieder aufnehmen. Mit kaiserlicher Verordnung vom 15. Juli 1855 wurden auch die Zentralkongregationen angewiesen, ihre Arbeit wieder aufzunehmen.

## Kompetenzerweiterungen
1848 erhielten die Provinzialkongregationen die Kompetenz, die Angelegenheiten, für die bisher die Zustimmung der Regierung notwendig war, nun selbstständig mit Stimmenmehrheit zu beschließen. Mit kaiserlicher Verordnung vom 2. November 1855 erhielten die Zentralkongregationen die Verantwortung für den 1852 eingerichteten Landesfonds.
Nach der Niederlage im Sardinischen Krieg musste Österreich die Lombardei mit dem Frieden von Villafranca 1859 an Frankreich abtreten. Im Vertrag von Turin von 1860 mit dem Königreich Sardinien wurde das Gebiet gegen Nizza und Savoyen getauscht, so dass die Lombardei 1861 Teil des neu gebildeten Königreiches Italien wurde. Damit endete die Geschichte der Lombardischen Zentralkongregation.
Die alleine verbliebene Venetianische Zentralkongregation (nun lombardisch-venezianische Zentralkongregation genannt), erhielt am 31. Mai 1860 die gleiche Selbstständigkeit wie die Provinzialkongregationen 1948 und wurde zur Schiedsinstanz für Konflikte der Provinzialkongregationen bestimmt. Hinzu kam die Kompetenz für die Beamtenbesoldung und am 26. Oktober das Recht Beamte zu ernennen und die Disziplinaraufsicht über diese sowie die Provinzialrechnungsämter.

## Reichsratswahlen
Mit dem Februarpatent wurde der Reichsrat geschaffen. Die Mitglieder des Abgeordnetenhauses wurden 1861 bis 1873 in indirekter Wahl durch die Landtage bestimmt. Da es in Venetien keinen Landtag gab, wurde folgendes Wahlverfahren bestimmt: Die Gemeinden und Städte wählten Kandidaten, die Provinzialkongregationen bildeten daraus Dreiergruppen und die Zentralkongregation wählte daraus jeweils einen als Abgeordneten.
Die so durchgeführte Wahl erwies sich als Desaster. Nicht einmal die Hälfte der Gemeinden wählte Kandidaten, die Provinzialkongregationen weigerten sich, ihre Auswahl zu treffen, das Gleiche galt für die Zentralkongregation. Daraufhin erklärte die Statthalterei die in den Gemeinden jeweils mit höchster Stimmenzahl gewählten zu Reichratsabgeordneten. Kein einziger von diesen nahm das Mandat an. Damit blieb der italienische Reichsteil (wie auch Ungarn und Kroatien) im Reichsrat nicht vertreten.

## Ende
Mit dem Frieden von Wien fielen 1866 schließlich auch Venetien und Mantua an Italien. Damit endete die Geschichte der Kongregationen auch in diesem Landesteil.